# Tártaros

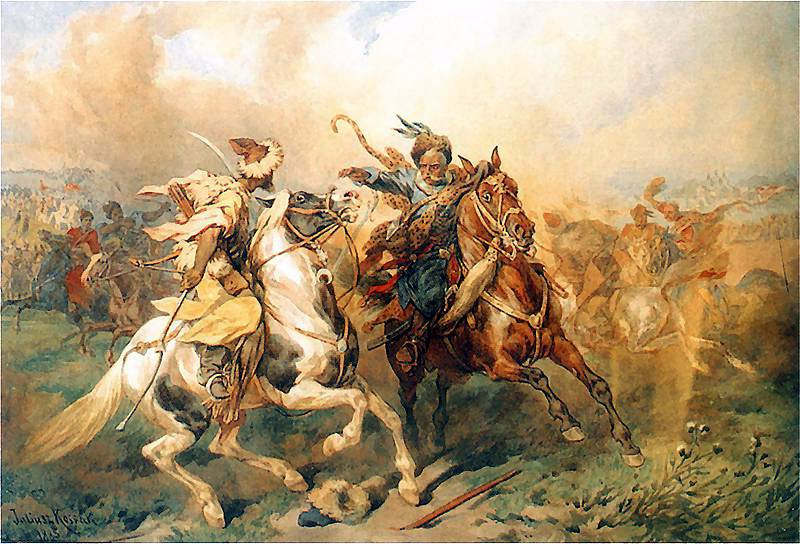
Tártaro (izq.) luchando a caballo contra un cosaco.

Los tártaros  (tártaro: татарлар, tatarlar, tártaro de Crimea: tatarlar; viejo turco: 𐱃𐱃𐰺, romanización: Tatar)   es un nombre colectivo que se aplica a los pueblos túrquicos de Europa Oriental y Siberia. El nombre deriva de Ta-ta o Dada, una tribu mongol que habitaba el noroeste de la actual Mongolia en el siglo V. Originariamente se llamaba tártaros a los pueblos que dominaron partes de Asia y Europa bajo el liderazgo mongol en el siglo XIII. El uso de este nombre se extendió después para incluir a casi cualquier invasor nómada de origen asiático, tanto de Mongolia como del occidente de Asia. Antes de la década de 1920, los rusos usaban la palabra Tatar para designar a numerosos pueblos, desde los turcos azeríes a las tribus de Siberia. La palabra también fue empleada para denominar al conquistador Timur y sus seguidores. En el siglo XVII, se los llamó "tártaros" a los manchúes, práctica que persistió hasta la caída del imperio Qing en 1912. En la actualidad, la mayor parte de los tártaros viven en el centro y el sur de Rusia (la mayoría en Tartaristán). 
A finales del siglo XX suponían más de 10 millones. Una buena parte de los tártaros son musulmanes suníes pero también hay muchos tártaros cristianos ortodoxos. De hecho Tartaristán, y en especial Kazán, alterna grandes mezquitas con grandes iglesias ortodoxas. En Tartaristán el 51 % de la población es musulmana mientras que el resto corresponde en su mayoría a cristianos ortodoxos.
El dominio ruso ha supuesto, en buena parte, su asimilación y rusificación. 
Un paso importante para restablecer el régimen estatal del pueblo tártaro fue la proclamación de la autonomía en 1920. El 30 de agosto de 1990, fue aprobada la Declaración de la soberanía estatal de la República de Tartaristán.
El nombre de tártaros, dado a los invasores, se extendió posteriormente para ser aplicado a otros miembros de la misma rama túrquico en Rusia, incluso hasta el punto de que la mayoría de los habitantes de la meseta de Asia quedó definida bajo el nombre genérico de Tartaria. Este nombre casi ha desaparecido de la literatura geográfica, pero permanece el nombre de tártaros en el sentido limitado al que se alude más arriba.
Los actuales habitantes tártaros de Eurasia forman tres grandes grupos:
- los de tártaros de Crimea en Crimea, Ucrania, Bulgaria, Rusia, Lituania, Polonia, Rumanía y Turquía.
- los tártaros del Cáucaso,
- y los tártaros de Siberia o sibires.

Debido a la magnitud de las migraciones y mezclas entre diferentes pueblos y la laxa utilización del adjetivo "tártaro", en la actualidad se cuenta como tártaros a gentes que van desde el aspecto mongoloide en un extremo hasta el caucasoide en el otro. Los tártaros originales de Mongolia se parecían más a los invasores mongoles de Asia Central en tiempos de Gengis Khan.

## Tártaros
La clasificación en ramas separadas está lejos de ser completa. Sin embargo, están admitidas las siguientes subdivisiones:
En realidad, el nombre del actual pueblo tártaro no se deriva del Tártaro griego, sino que viene de tatar, como llamaban los antiguos persas a ciertas tribus que poblaban algunos lugares del extenso Imperio aqueménida.
Los rusos llamaron tártaros, o más bien "tataros", a los descendientes del pueblo llamado Bulgaria del Volga.

### Tártaros del Volga-Ural

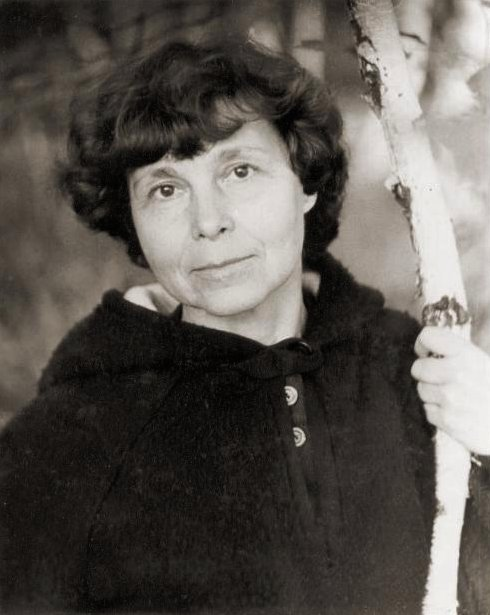
Sofiya Gubaidúlina.

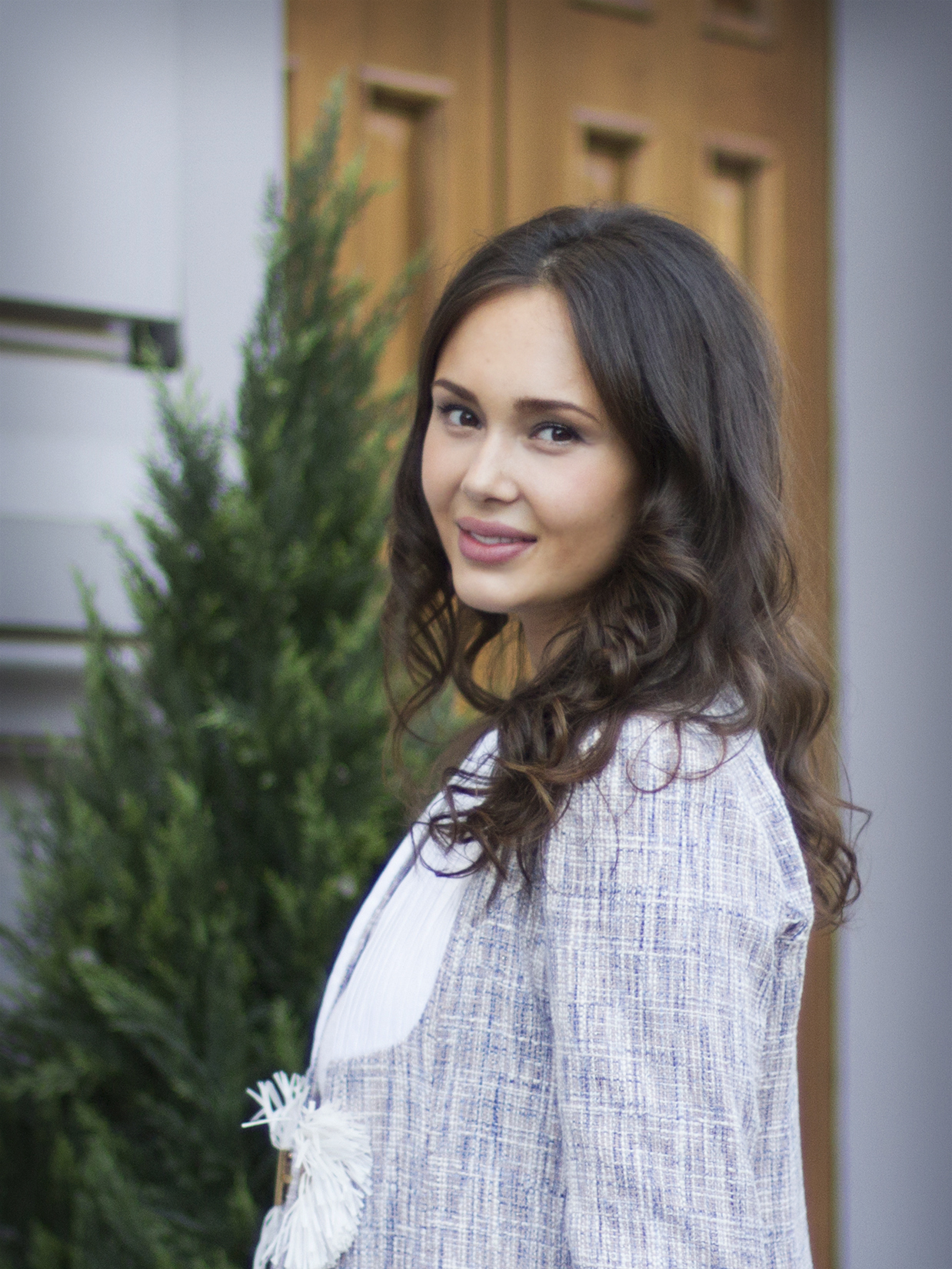
Aída Garifúllina.

Los tártaros del Volga viven en el centro y el este de la Rusia europea. En la Rusia actual, el término "tártaros" se refiere solo a los tártaros del Volga. En el censo de 2002, los tártaros del Volga fueron divididos en tártaros comunes, tártaros de Astracán y tártaros Keräşens. Los tártaros siberianos se incorporaron al censo como "tártaros". Otros grupos étnicos, como los tártaros de Crimea y los chulyms, no fueron reconocidos oficialmente como parte de los tártaros, sino contabilizados por separado como una etnia.
Los tártaros del Volga —en la parte europea de Rusia— son descendientes de los protobúlgaros del Volga, que fueron dominados por la invasión de los mongoles en el siglo XIII y mantuvieron el nombre de sus conquistadores. Los tártaros de Siberia son supervivientes de la otra numerosa población túrquico-mongoloide de la región uralo-altaica, mezclada hasta cierto punto con hablantes de lenguas urálicas, así como con mongoles.
En el Volga se mezclaron con los restos del antiguo Imperio búlgaro y con pueblos que hablaban las lenguas finoúgricas, así como con restos de las antiguas colonias griegas en Crimea y caucasianos en el Cáucaso.

#### Tártaros de Kazán (Qazan)
La mayoría de los tártaros del Volga son tártaros de Kazán (Qazan). Son el principal grupo de población y la población aborigen de Tartaristán (véase también: Idioma tártaro).

### Tártaros de Crimea
Hoy en día, más de 250 000 tártaros de Crimea viven en Crimea y alrededor de 150 000 permanecen en el exilio en Asia Central, principalmente en Uzbekistán. Casi 5 000 000 de personas de origen tártaro de Crimea habitan en Turquía, los descendientes de quienes emigraron en los siglo XIX y principios del XX. En la Dobruja, región de Rumania y Bulgaria, hay más de 27 000 tártaros de Crimea: 24 000 en el lado rumano, y 3.000 por parte de Bulgaria y 3.789 en Rusia. El nombre proviene de los mongoles Ta-ta, que en el siglo V habitaron el noroeste del Gobi, y tras ser subyugados en el siglo IV por la dinastía Liao, migraron hacia el sur, fundando el Imperio mongol bajo Gengis Kan.

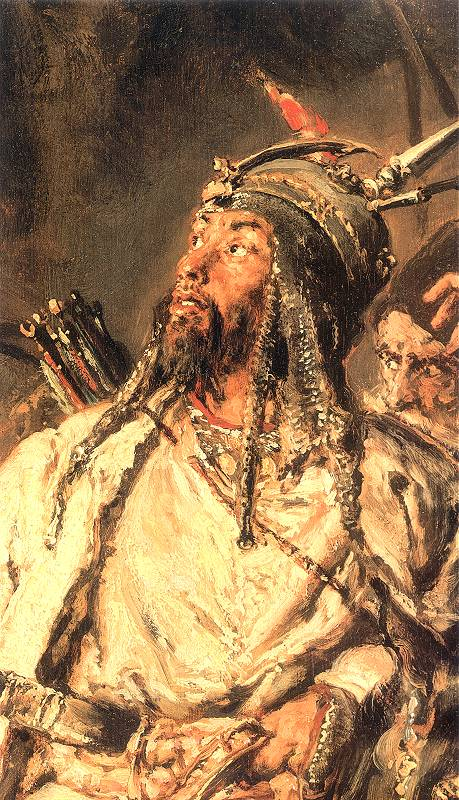
Tugay Bey (c. 1601 - 1651), famoso capitán del Kanato de Crimea, pintado por Jan Matejko, 1885. Museo Nacional de Varsovia.

Bajo el liderazgo de su nieto, Batú Kan, se trasladaron hacia el oeste, llevando consigo muchos uralo-altaicos túrquicos hacia las llanuras de Rusia. Los de la costa sur, mezclados con escitas, griegos e italianos, eran bien conocidos por su habilidad en la jardinería, su honestidad y sus hábitos de trabajo. Los tártaros montañeses son muy parecidos a los del Cáucaso, mientras que los de las estepas - los nogayos - son decididamente de un origen mixto con turcos y mongoles.
Los tártaros de Crimea son musulmanes, pertenecen a la escuela Hanafí (en árabe حنفى ), una de las cuatro escuelas de pensamiento (madhabs) o jurisprudencia (fiqh) dentro del islam suní. En su momento constituyeron el Kanato de Crimea, que fue anexionado por Rusia en 1783. La guerra de 1853 y las leyes de 1860-1863 y 1874 causaron un éxodo de los tártaros de Crimea; muchos se desplazaron a Turquía.
Durante la Segunda Guerra Mundial, la población tártara de Crimea se redujo a consecuencia de la política opresiva de Stalin. En 1944, se les acusó de ser colaboradores de los nazis y fueron deportados en masa al Asia Central y otras regiones de la Unión Soviética.  Esta deportación es conocida entre sus descendientes como el Sürgün ("exilio" en tártaro de Crimea y turco). La deportación comenzó el 17 de mayo de 1944 en todas las localidades habitadas de Crimea. Más de 32 000 efectivos del NKVD participaron en la acción. 193 865 tártaros de Crimea fueron deportados: de ellos, 151 136 a la RSS de Uzbekistán, 8.597 a la RASS de Mari, 4.286 a la RSS de Kazajistán, y el resto (29 486) a varios óblasts de la RSFS de Rusia. Entre mayo y noviembre de 1944, 10 105 tártaros de Crimea murieron de inanición en la RSS de Uzbekistán (el 7 % de los deportados a dicha república). Cerca de 30 000 (el 20 %) murieron en el exilio durante el siguiente año y medio, según los datos del NKVD (el 46 % según los datos de los activistas tártaros de Crimea).
Desde finales de la década de 1980, alrededor de 250 000 tártaros de Crimea han regresado a su patria original en Crimea. Los activistas de Crimea reclaman el reconocimiento del Sürgün como genocidio.

#### Tártaros de Polonia, Ucrania y Lituania

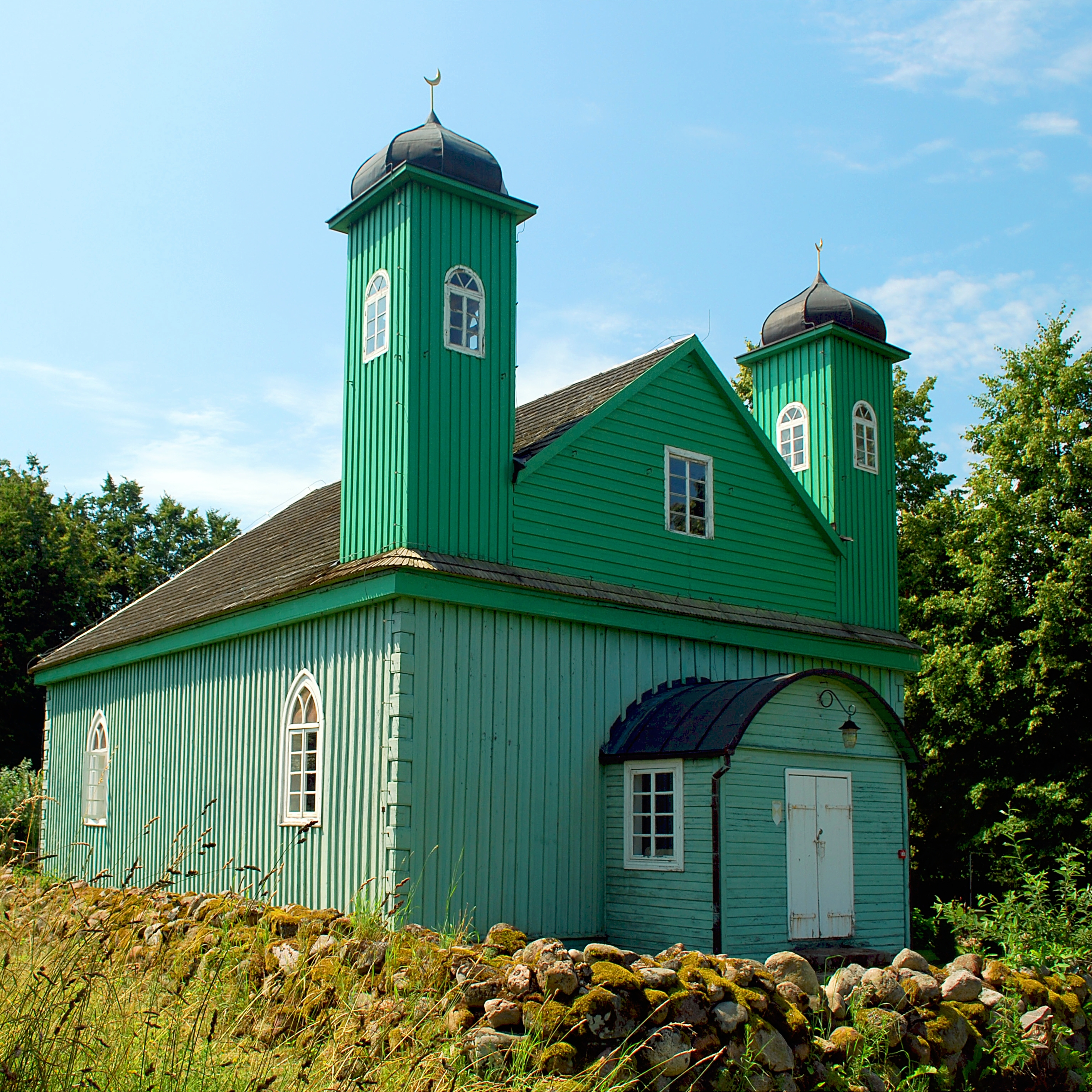
Mezquita tártara en el pueblo de Kruszyniany, Polonia.

Los tártaros que habitan en Lituania perviven hoy en día en los alrededores de la capital, Vilna, más concretamente en el pueblo de Trakai, donde se encuentra uno de los más famosos enclaves turísticos lituanos, ya que allí se halla el antiguo castillo del rey. Los antepasados de los actuales tártaros fueron invitados por el gran duque Vytautas (siglos XIII-XIV), que fue el duque que extendió más el ducado de Lituania, a instalarse en su reino debido a la destreza que los tártaros poseían en la fabricación y manejo de utensilios de metal. Actualmente se puede observar en dicho pueblo, que los tártaros siguen conservando la estructura clásica de sus casas, así como comidas típicas de los tártaros y sus propias tradiciones.
También habitan tártaros en la zona de Kaunas y de Alytus, sumando actualmente unos 4000 tártaros en total.

## Tártaros de China
Los tártaros (塔塔尔族) forman uno de los 56 grupos étnicos reconocidos por la República Popular China. Los antepasados de los tártaros chinos eran tártaros del Volga que se asentaron, principalmente, en Sinkiang.
Es de notar que los chinos han utilizado el término "tártaros" (Tazi/Dazi en chino) de modo despectivo para generalizar, refiriéndose a grupos del norte no pertenecientes a la etnia han, y tampoco tártaros, como los mongoles y los manchúes, en especial en períodos en los que China fue invadida por estos grupos, como por ejemplo durante la dinastía Song y la dinastía Ming.